# Трофей Санкт-Петербурга по теннису 2020
Трофей Санкт-Петербурга по теннису 2020 (англ. 2020 St. Petersburg Ladies Trophy) — розыгрыш женского профессионального международного теннисного турнира, являющегося частью премьер-серии WTA. Проводился с 10 февраля по 16 февраля 2020 года в Санкт-Петербурге (Россия) на крытых хардовых кортах СК «Сибур Арена» и ТЦ «Динамо».
Общий призовой фонд турнира составил 848 000 долларов. Титульным спонсором выступило ООО «Газпром экспорт».

## Соревнования
В турнире участвуют 28 игроков в одиночном разряде и 32 игрока (16 пар) в парном разряде.
Среди сеянных спортсменок в турнире согласились участвовать Петра Квитова из Чехии, Кики Бертенс из Нидерландов, Екатерина Александрова, Мария Саккари из Греции, Елена Рыбакина представляющая Казахстан.